# Ego Trippin'
Ego Trippin' är det nionde studioalbumet av rapparen Snoop Dogg. Albumet släpptes i Tyskland den 7 mars 2008 och såldes i 137 000 kopior första veckan. 
Det var från början tänkt att albumet inte skulle ha några gästartister utan att Snoop Dogg skulle framföra alla låtar ensam, därav namnet Ego Trippin'. Men på albumet finns nu många gästartister.

## Låtlista
| Nr | Titel                                                 | Producent(er)                       | Gästartist(er)                                                                 | Sampling(ar)                                                                                      | Längd |
| -- | ----------------------------------------------------- | ----------------------------------- | ------------------------------------------------------------------------------ | ------------------------------------------------------------------------------------------------- | ----- |
| 1  | "A Word Witchya! (Intro)"                             | Scoop DeVille                       |                                                                                | "Distant Lover" med Marvin Gaye                                                                   | 1:20  |
| 2  | "Press Play"                                          | DJ Quik                             | Kurupt, Latonya "Tone Trezure" Givens & Calthomeesh West                       | "Voyage to Atlantis" med The Isley Brothers                                                       | 3:48  |
| 3  | "SD Is Out"                                           | Teddy Riley                         | Charlie Wilson, Teddy Riley, & Lady G                                          |                                                                                                   | 3:50  |
| 4  | "Gangsta Like Me"                                     | Teddy Riley                         | Jamie Foxx, Tescia Harris, Teddy Riley                                         |                                                                                                   | 4:26  |
| 5  | "Neva Have 2 Worry"                                   | Niggaracci                          | Uncle Chucc                                                                    |                                                                                                   | 4:18  |
| 6  | "Sexual Eruption"                                     | Shawty Redd                         |                                                                                |                                                                                                   | 4:00  |
| 7  | "Life of da Party"                                    | Scoop DeVille                       | Too Short & Mistah F.A.B.                                                      |                                                                                                   | 4:23  |
| 8  | "Waste of Time"                                       | Raphael Saadiq, Bobby Ozuna         | Raphael Saadiq & Dave Young                                                    |                                                                                                   | 3:33  |
| 9  | "Cool"                                                | Teddy Riley                         | Uncle Chucc, Mellah Williams & Erika Jerry                                     | Cover av "Cool" med The Time                                                                      | 4:01  |
| 10 | "Sets Up"                                             | The Neptunes                        | Pharrell                                                                       |                                                                                                   | 3:44  |
| 11 | "Deez Hollywood Nights"                               | Nottz                               |                                                                                | "Hollywood Knights" med Brooklyn Dreams                                                           | 4:39  |
| 12 | "Whateva U Do"                                        | Khao                                | Latonya "Tone Trezure" Givens                                                  |                                                                                                   | 3:46  |
| 13 | "Staxxx in My Jeans"                                  | Rick Rock                           |                                                                                |                                                                                                   | 3:49  |
| 14 | "Been Around tha World"                               | Niggaracci                          | Latonya "Tone Trezure" Givens                                                  |                                                                                                   | 3:36  |
| 15 | "Let it Out"                                          | Teddy Riley                         | Teddy Riley, Calthomeesh West, Latonya "Tone Trezure" Givens, & Terrace Martin |                                                                                                   | 2:38  |
| 16 | "My Medicine"                                         | Everlast                            | Everlast                                                                       |                                                                                                   | 2:40  |
| 17 | "Ridin' in My Chevy"                                  | Scoop DeVille                       |                                                                                |                                                                                                   | 3:15  |
| 18 | "Those Gurlz"                                         | Teddy Riley, DJ Quik, Scoop DeVille | Brandon Winbush , Latonya "Tone Trezure" Givens                                |                                                                                                   | 4:00  |
| 19 | "One Chance (Make it Good)"                           | Frequency                           |                                                                                | "Make It Good" med Prince Phillip Mitchell                                                        | 3:33  |
| 20 | "Why Did You Leave Me"                                | Hitboy & Polow da Don               | Chily Chil                                                                     | "Celtic Rain" med Mike Oldfield                                                                   | 4:07  |
| 21 | "Can't Say Goodbye"                                   | Teddy Riley                         | Charlie Wilson                                                                 |                                                                                                   | 4:08  |
| *  | "Walk Away" (iTunes-bonuslåt)                         |                                     |                                                                                | "Down Rodeo" by Rage Against The Machine, "Shame on a Nigga" by Ol' Dirty Bastard (interpolation) | 4:08  |
| *  | "Nobody Better" (bonuslåt på den australiska utgåvan) | Swiff D                             |                                                                                | "Ain't Nobody" by Rufus & Chaka Khan                                                              | 3:24  |